# Tim Green
Timothy John Green (Liverpool (Onondaga County), New York, 16 december 1963) is een voormalig Amerikaans footballspeler en zowel een radio- en televisiepersoonlijkheid als een bestsellerauteur van thrillers en kinderboeken.
Hij was een linebacker en defensive end bij de Atlanta Falcons van de National Football League en commentator voor National Public Radio.

## Biografie
Green werd geboren in de New Yorkse wijk Liverpool. Hij werd geadopteerd (en later schreef hij zijn memoires hierover in zijn boek A Man and His Mother: An Adopted Son's Search). Hij studeerde af op de Universiteit van Syracuse en behaalde een graad in Engels en werd in 2002 geïntroduceerd in de College Football Hall of Fame. Van 1986 tot 1993 speelde hij voor de selectie van de Atlanta Falcons.
Green is praktiserend jurist bij de firma Hiscock & Barclay in de staat New York. Anno 2010 is hij ook medegastheer in de televisieshow "Find My Family" met Lisa Joyner bij ABC Television. In deze show worden adoptiefkinderen met hun biologische ouders verenigd.

### Fictie
- 1993 - Ruffians
- 1994 - Titans
- 1996 - Outlaws
- 1998 - The Red Zone
- 1999 - Double Reverse
- 2000 - The Letter of The Law (Warner Books)
- 2002 - The Fourth Perimeter
- 2003 - The Fifth Angel
- 2004 - The First 48
- 2005 - Exact Revenge
- 2006 - Kingdom Come
- 2007 - Football Genius
- 2007 - American Outrage
- 2009 - Football Hero
- 2009 - Above the Law
- 2010 - False Convictions

### Non-fictie
- 1997 - A Man and His Mother: An Adopted Son's Search
- 1997 - The Dark Side of the Game: My Life in the NFL
- 2003 - The Road To The NFL

### Jeugdboeken
- 2007 - Football Genius
- 2008 - Football Hero
- 2009 - Football Champ
- 2009 - Baseball Great
- 2010 - Rivals